# Григорян, Артур Размикович
Артур Размикович Григорян (узб. Artur Grigoryan; род. 20 октября 1967, Ташкент) — советский и узбекский боксёр армянского происхождения, победитель Х Спартакиады народов СССР (1991), чемпион СНГ (1992), серебряный призёр чемпионата мира (1991) среди любителей, чемпион мира в лёгком весе по версии WBO (1996—2004) среди профессионалов. Победил 18 боксёров за титул чемпиона мира[что?].

## Биография

### Любительская карьера
Артур Григорян родился в 1967 году в Ташкенте в семье выходцев из Нагорного Карабаха. Начал заниматься боксом в 1978 году под руководством Льва Ахмеджанова. В 1990 году стал победителем Игр доброй воли в Сиэтле. По ходу этого турнира он выиграл у таких сильных соперников как будущий чемпион мира среди профессионалов Шейн Мосли (США) и чемпион мира (1989) Хулио Гонсалес (Куба). В 1991 году дошёл до финала и завоевал серебряную медаль чемпионата мира в Сиднее. В 1992 году выиграл чемпионат СНГ, в составе Объединённой команды участвовал в Олимпийских играх в Барселоне.

#### Чемпионат мира по боксу 1991 года
На чемпионате мира 1991 года Артур Григорян провёл пять поединков:
- 1/16 финала: победа над испанским боксёром Хуаном Карлосом Саисом по очкам (26:18)
- 1/8 финала: победа над кубинским боксёром Хулио Гонсалесом по очкам (15:12)
- 1/4 финала: победа над корейским боксёром Хон Сон Сиком по очкам (19:7)
- 1/2 финала: победа над австралийским боксёром Джастином Раселлом по очкам (21:15)
- финал: поражение от немецкого боксёра Марко Рудольфа по очкам (14:19)

### Профессиональная  и тренерская карьера
Артур Григорян дебютировал на профессиональном ринге 10 апреля 1994 года. Уже через два года он получил право оспорить вакантный титул чемпиона мира по версии WBO в лёгком весе. Нокаутировав в 12 раунде противостоявшего ему в этом титульном бою известного пуэрто-риканского боксёра Антонио Риверу, Артур Григорян завоевал чемпионский пояс. В дальнейшем он 17 раз успешно защищал чемпионский титул, побеждая таких сильных претендентов как будущий и бывший чемпионы мира по версии WBA Рауль Бальби и Стефано Дзофф, а  также своего соперника по финалу любительского чемпионата мира в Сиднее Марко Рудольфа. Сам Артур Григорян называет своим лучшим боем победу техническим решением в 10 раунде над итальянцем Джорджио Кампанеллой. В январе 2004 года Артур Григорян проиграл по очкам бразильскому боксёру Аселино Фрейтасу. В сентябре того же года он провёл ещё один бой, после чего принял решение завершить свою спортивную карьеру.
В дальнейшем Артур Григорян перешёл на тренерскую работу в клуб "Universum Box Promotion", в котором тренирует группу молодых боксёров и помогает готовиться к боям сильнейшим представителям клуба, в том числе Денису Бойцову, Себастьяну Збику, Рахиму Чахкиеву и Руслану Чагаеву. В феврале 2009 года Артур Григорян принял участие в шоу, посвящённом 25-летию промоутерской компании "Universum" .

## Семья
Родители Артура Григоряна – уроженцы карабахского села Хаск. В 1966 году после землетрясения они переехали жить и работать в Ташкент. Отец – Размик Григорян – в последние годы жизни являлся владельцем частной строительной фирмы «Артур-чемпион». Он скончался в 2010 году. Жена Артура – Ольга Григорян, также как и он, родилась в Ташкенте. Там они и познакомились. У Артура и Ольги четверо детей: Арина, Карина, Лаура и Артём . А также у него есть сын Артур от второго брака с Наргис Григорян. 

## Награды и звания
- Заслуженный мастер спорта СССР (1991)
- Заслуженный спортсмен Республики Узбекистан
- Орден «Мехнат шухрати» (1996)[6]
- «Узбекистон белгиси» (1997)[7]
- «Узбекистон ифтихори» (1998)[8]